# 卢万河畔沙莱特
卢万河畔沙莱特（法語：Châlette-sur-Loing，法語發音：[ʃalɛt syʁ lwɛ̃]），法国中北部城市，中央-卢瓦尔河谷大区卢瓦雷省的一个市镇，隶属于蒙塔日区，其市镇面积为13.13平方公里，2022年1月1日时人口数量为12,958人，在法国城市中排名第772位。
卢万河畔沙莱特位于卢瓦雷省东北部，索兰河、贝宗德河和卢万河的交汇处，蒙塔日市区北侧，是一个区域性的中心城市，也是蒙塔日的一个近郊卫星城，通过多条公交线路连接蒙塔日市区。

## 地名来源

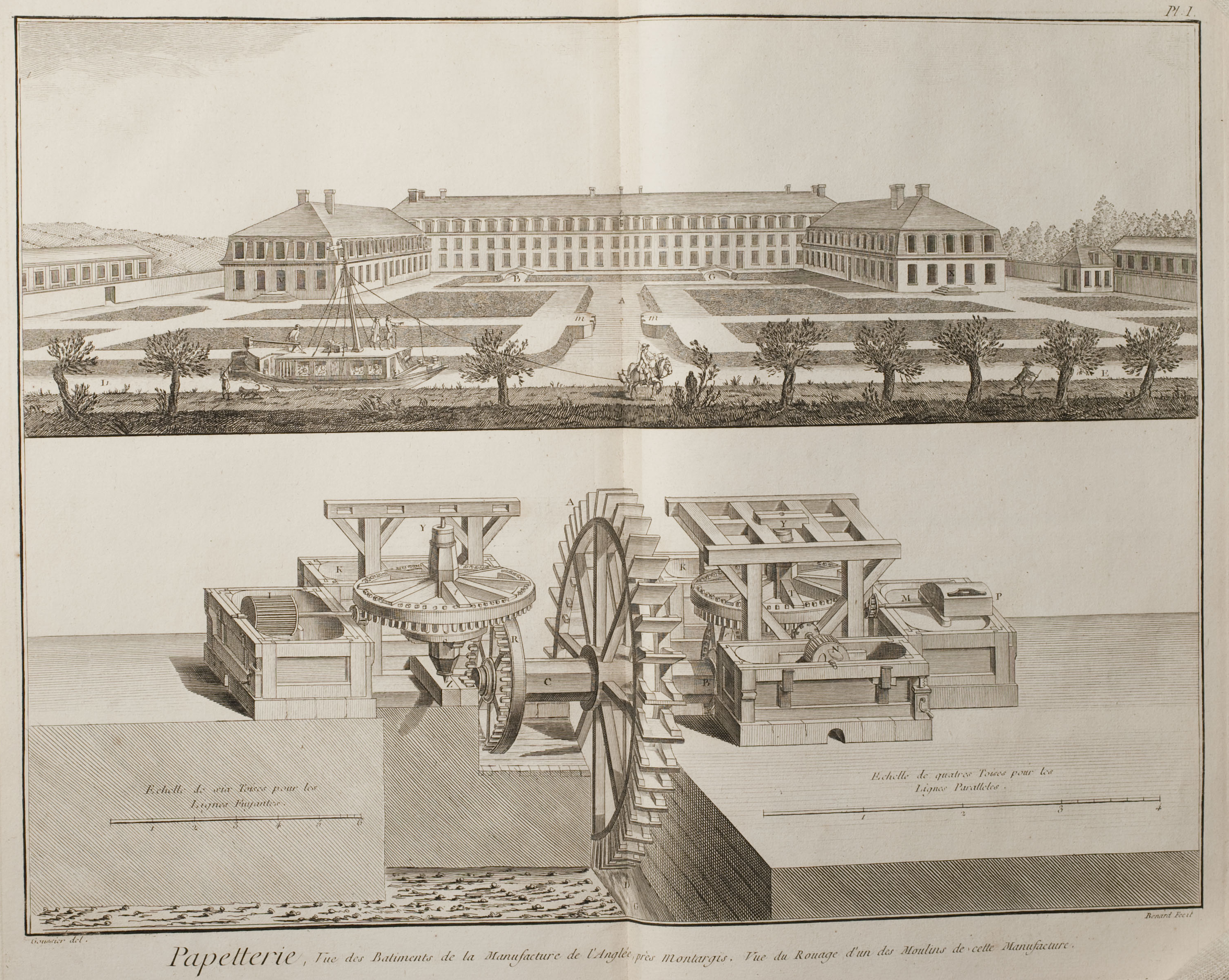
哈钦森造纸厂

根据当地官方网站的论述，卢万河畔沙莱特最初于公元九世纪时以“Caderaita”的形式被记载，该名称可能与人名“Gile”或“Gisla”有关。“sur-Loing”（“卢万河畔”）这一后缀自1933年起成为当地官方名称的一部分。

## 历史
卢万河畔沙莱特的早期历史尚不清楚，中世纪时当地曾为让布卢修道院的一处领地。13世纪时，法兰西国王腓力四世的皇家侍从皮埃尔-朗斯洛·德马绍（Pierre-Lancelot de Machaut）通过联姻获得这一区域。17世纪时，卢万河畔出现了多处磨坊。1738年2月27日，朗格莱造纸厂（papeterie de Langlée）在沙莱特成立，此乃哈钦森集团的前身。连接卢万河和卢瓦尔河的奥尔良运河于17世纪末建成。法国大革命后，沙莱特成为卢瓦雷省的一个市镇。自19世纪以来，随着工业的发展及蒙塔日的城市扩张，沙莱特逐渐发展成为一座工业城市，当地人口数量逐年增加。20世纪20年代，沙莱特曾接纳了大批来自俄国及苏联的难民。二战后，又有大批来自北非原法属殖民地的居民移居于此。

## 地理

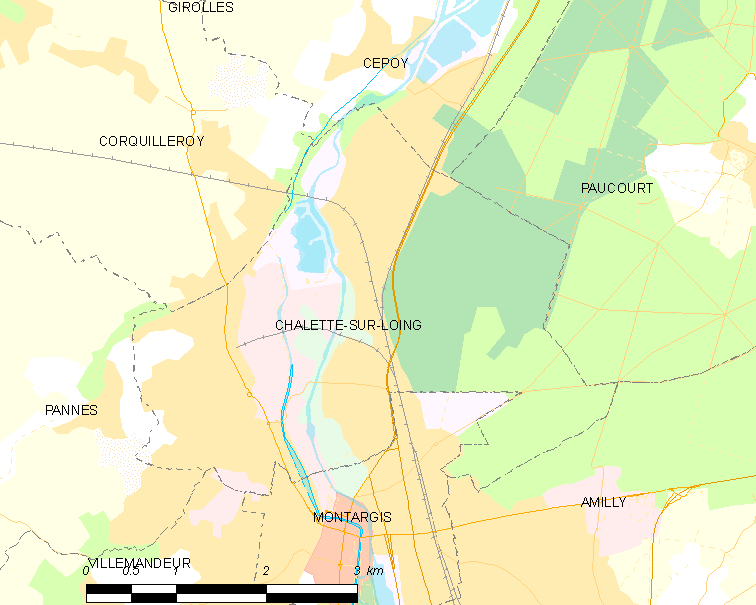
卢万河畔沙莱特市镇范围地图

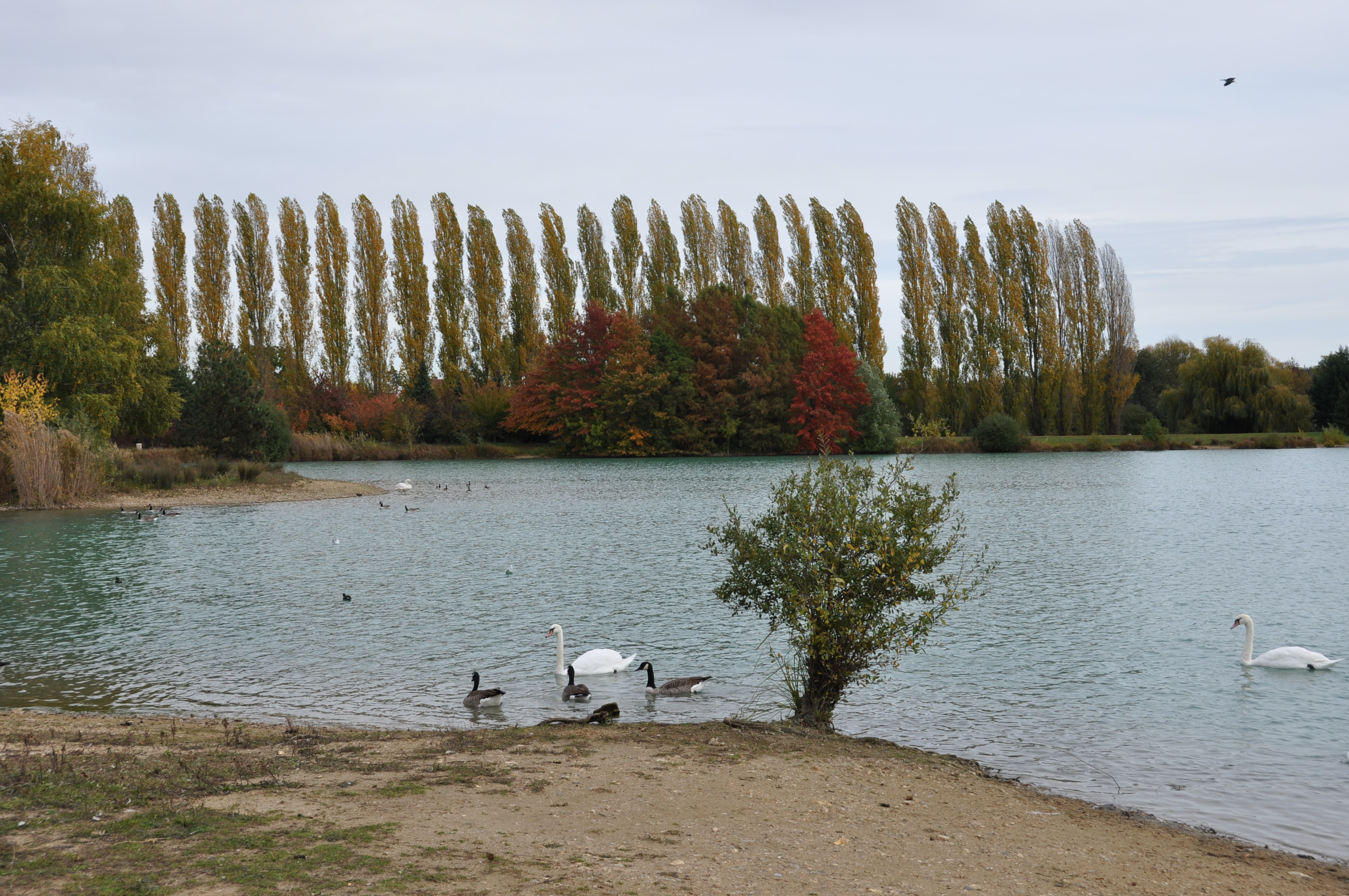
沙莱特湖

卢万河畔沙莱特位于法国中北部，中央-卢瓦尔河谷大区东北部和卢瓦雷省东北部，距离省会奥尔良大约72公里。与卢万河畔沙莱特接壤的市镇包括：科尔基勒鲁瓦、瑟普瓦、帕讷、维勒芒德尔、波库尔、蒙塔日和阿米伊。

### 地形
卢万河畔沙莱特位于加蒂奈平原腹地，境内以平原为主，市镇中心地势较为平坦，北侧略有起伏，全境海拔在77到114米之间。

### 水文
卢万河畔沙莱特位于塞纳河流域范围内，卢万河自南向北流经境内，其左岸支流索兰河和贝宗德河自西南向北在此与之交汇，三河汇合处附近有一处以“Châlette”命名的湖泊。
人工开凿的奥尔良运河沿贝宗德河向西延伸，在奥尔良附近联通卢瓦尔河水系。

### 植被
卢万河畔沙莱特属于温带阔叶混交林区，市区东部为蒙塔日森林（Forêt Domaniale de Montargis），林地则广泛分布于河流附近。
在鲜花城市的评比中，卢万河畔沙莱特被评为3星级鲜花城市。

### 气候
卢万河畔沙莱特在柯本气候分类法中属于带有一定大陆性特征的温带海洋性气候。

## 行政区划
卢万河畔沙莱特的市镇编号为45068，邮政编号为45120。
在行政管理方面，卢万河畔沙莱特隶属于法国中央-卢瓦尔河谷大区卢瓦雷省蒙塔日区；在地方选举方面，卢万河畔沙莱特是卢万河畔沙莱特县的中央投票站所在地，其市镇范围全境被划入卢瓦雷省第四选区；在社会管理方面，卢万河畔沙莱特是蒙塔日-卢万河岸城市圈公共社区的组成部分。
卢万河畔沙莱特市镇被划为五个街区，并实行街区自治制度。卢万河畔沙莱特的勒堡-绍唐（Le Bourg - Chautemps）、高原（Le Plateau）和韦西讷（Vésine）三个街区为城市政策优先街区。
法国国家统计与经济研究所（简称）在进行数据统计时，将卢万河畔沙莱特及相邻的另外7个市镇设为蒙塔日城市核心区，并将包括核心区在内的周边共35个市镇划为蒙塔日城市区。自2020年起，蒙塔日城市区被包含33个市镇的蒙塔日城市辐射区代替。此外，还将卢万河畔沙莱特市镇分为了五个“块区”（IRIS），以便于统计人口分布情况。

## 交通

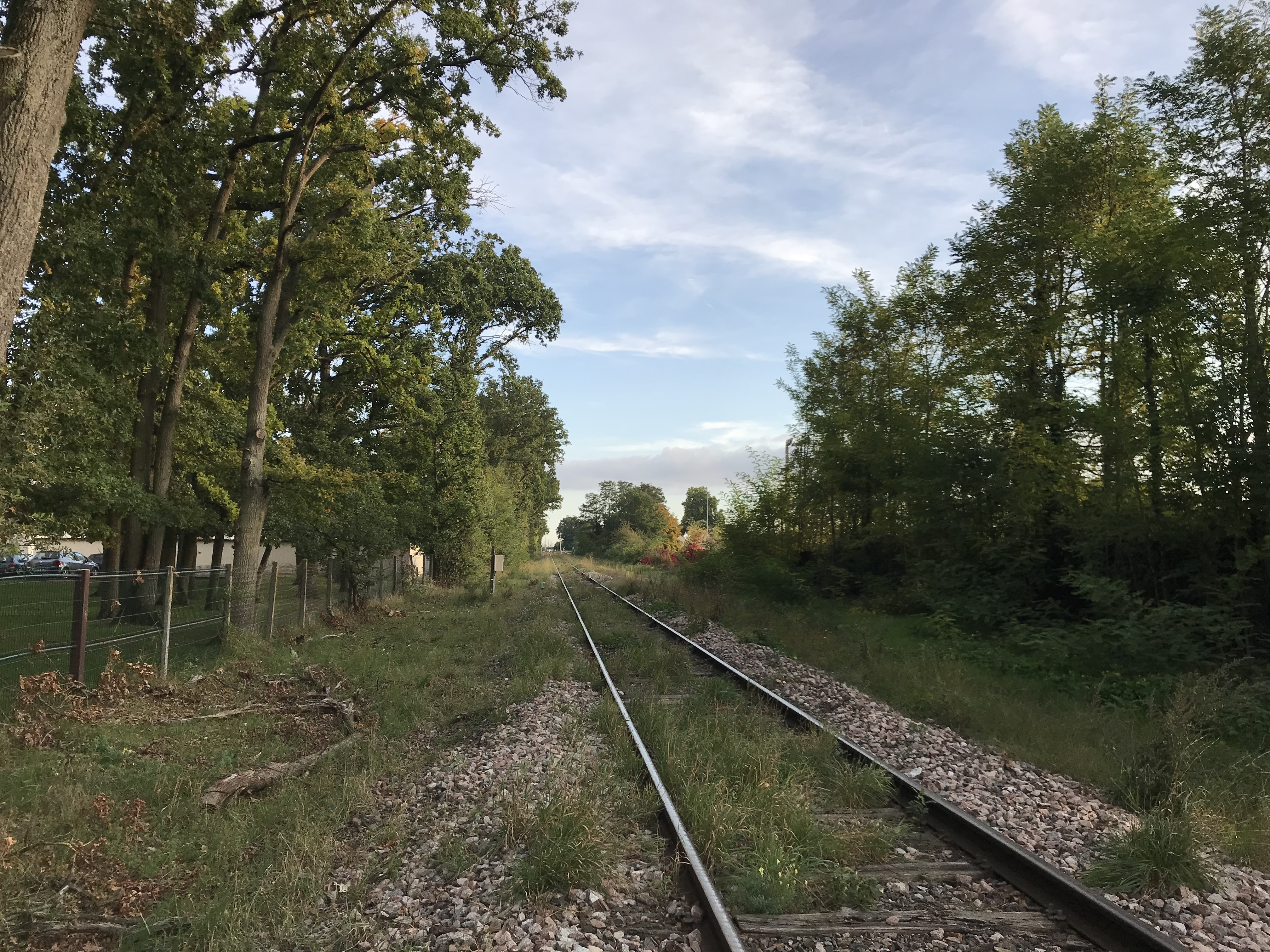
卢万河畔沙莱特境内的一段铁路

### 公路
法国国道N7线以及卢瓦雷省省道D40线、D94线和D815线在卢万河畔沙莱特境内交汇，中央-卢瓦尔河谷大区下属的城际客运提供巴士线路，可前往周边部分市镇。
2019年，70.5%的卢万河畔沙莱特家庭拥有至少一辆私人汽车。2019年，卢万河畔沙莱特境内共发生各类交通事故18起，造成21人受伤，其中1人重伤。
| 5 | 7.3 |

| 奥尔良 | 72 |

| 蒙塔日 | 2.5 |

| 讷穆尔 | 32 |

### 铁路
卢万河畔沙莱特位于莫雷－里昂铁路、圣乔治新城－蒙塔日铁路及莱索布赖－蒙塔日铁路的交汇处，其中后两者已基本废弃，仅部分路段尚开行工业运输货车。
距离卢万河畔沙莱特最近的客运铁路车站为1.5公里外的蒙塔日站，该站停靠法兰西岛大区列车R线以及往返于巴黎和讷韦尔之间的区域列车。

### 航空
距离卢万河畔沙莱特最近的民用航空站为91公里外的巴黎-奥利机场。

### 城市公共交通
卢万河畔沙莱特是蒙塔日城市公共交通（商业名称为）的服务覆盖范围，后者是蒙塔日城市圈的城市公共交通系统。截至2023年4月，该系统共包括五条公交线路，其中公交1路、2路和4路经过卢万河畔沙莱特市区。

## 政治

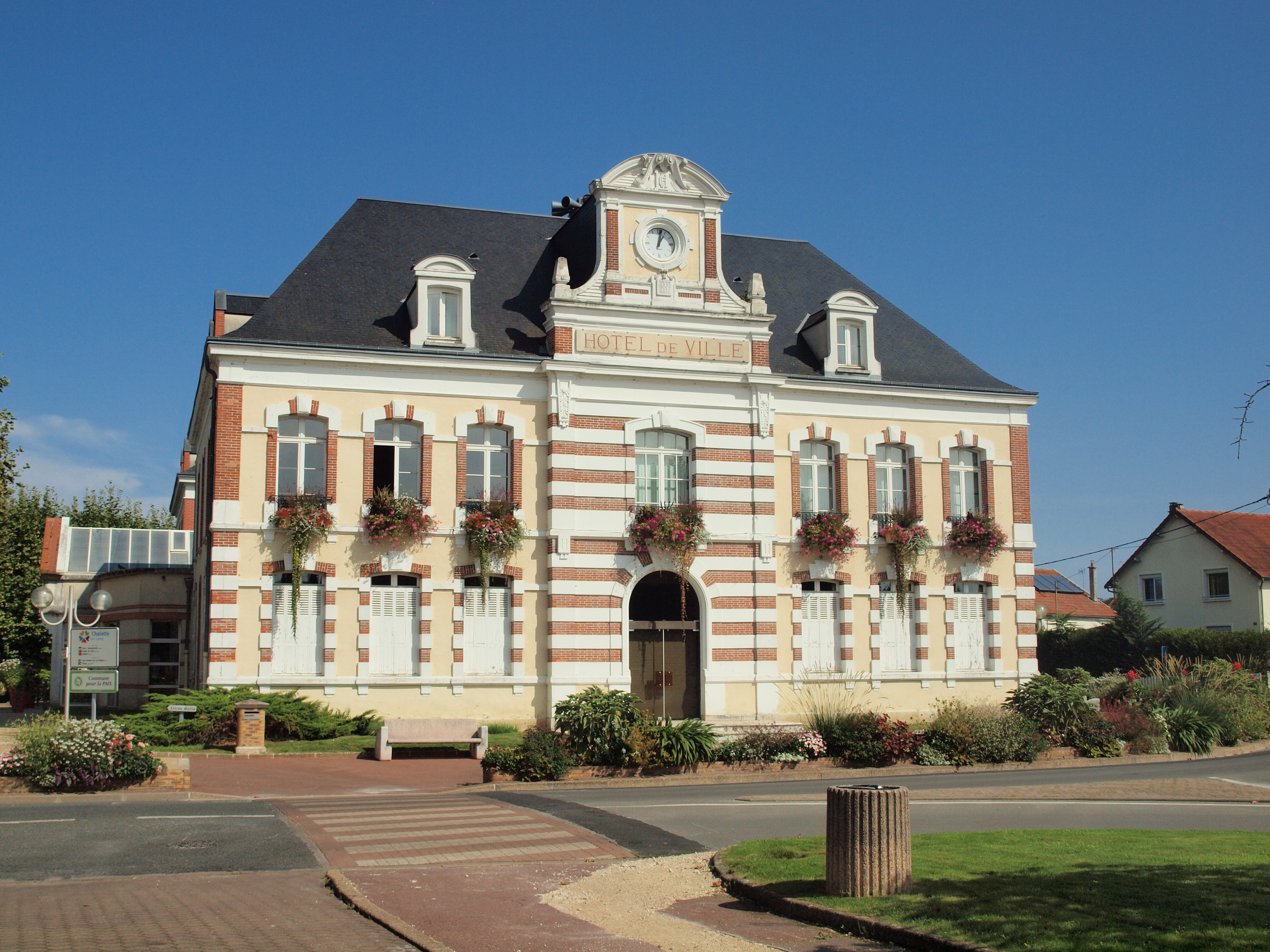
卢万河畔沙莱特市政厅

卢万河畔沙莱特的现任市长为弗朗克·德莫蒙先生（Franck DEMAUMONT），他是法国共产党的一名成员，在2020年的市政选举中获得了54.36%的支持率。
在2022年的法国总统大选中，法国第25任总统埃马纽埃尔·马克龙在卢万河畔沙莱特获得了57.7%的支持率。

## 人口
2019年，卢万河畔沙莱特市镇人口数量为12,688，在法国排名第772位。其中男性6,054人，女性6,634人，75岁及以上人口占9.1%，外籍人口数量为2,787人，人口密度为966人/平方公里，当地居民被称为（男性）或（女性）。2020年，卢万河畔沙莱特境内出生177人，死亡人口92人。
| 卢万河畔沙莱特1901年－2020年人口变化情况 |
|                                          |
| 数据来源：Cassini、INSEE                 |

## 经济

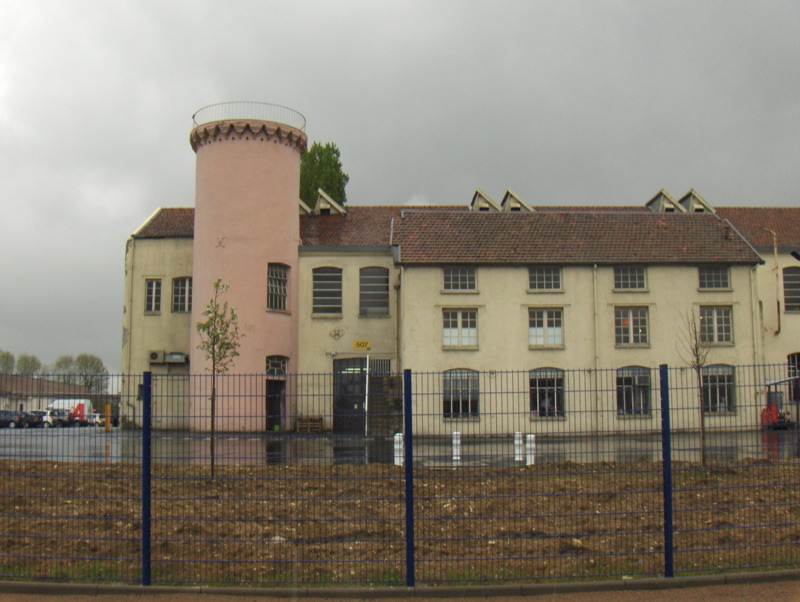
哈钦森厂房旧址

卢万河畔沙莱特是蒙塔日的一个近郊卫星城，也是一个区域性的中心城市。截止2023年4月，卢万河畔沙莱特市镇范围内共有各类用人单位（包含自雇）1,086家，平均历史为14年，其中99.14%为中小型企业（PME），2023年2月至4月间，当地的经济活力指数为0.18%。（食品批发）、（办公家具）及（劳务中介）是当地2021年营业额最高的三个企业，分别为330,244,444欧元、5,104,495欧元和2,638,344欧元。

## 财政与居民收入
2021年，卢万河畔沙莱特的财政收入总额为19,938,300欧元，财政支出总额为17,742,100欧元，当年的债务总额为12,397,200欧元。2021年，卢万河畔沙莱特市镇通过增值税获得2,929,430欧元的收入，此外当地还共获得了458,280欧元的国家直接财政补助。
2020年，卢万河畔沙莱特的人均月收入总额为1,944欧元，其中高级职员为3,096欧元，低于法国平均水平（4,230欧元）；中级职员为2,327欧元，低于法国平均水平（2,411欧元）；普通职员为1,638欧元，低于法国平均水平（1,740欧元）。
2019年，卢万河畔沙莱特境内的贫困率为30%，青壮年（15至64岁）失业率为26.2%；当地35.5%的家庭拥有纳税资格，平均纳税1,411欧元，低于法国平均水平（3,910欧元）。

## 社会事务

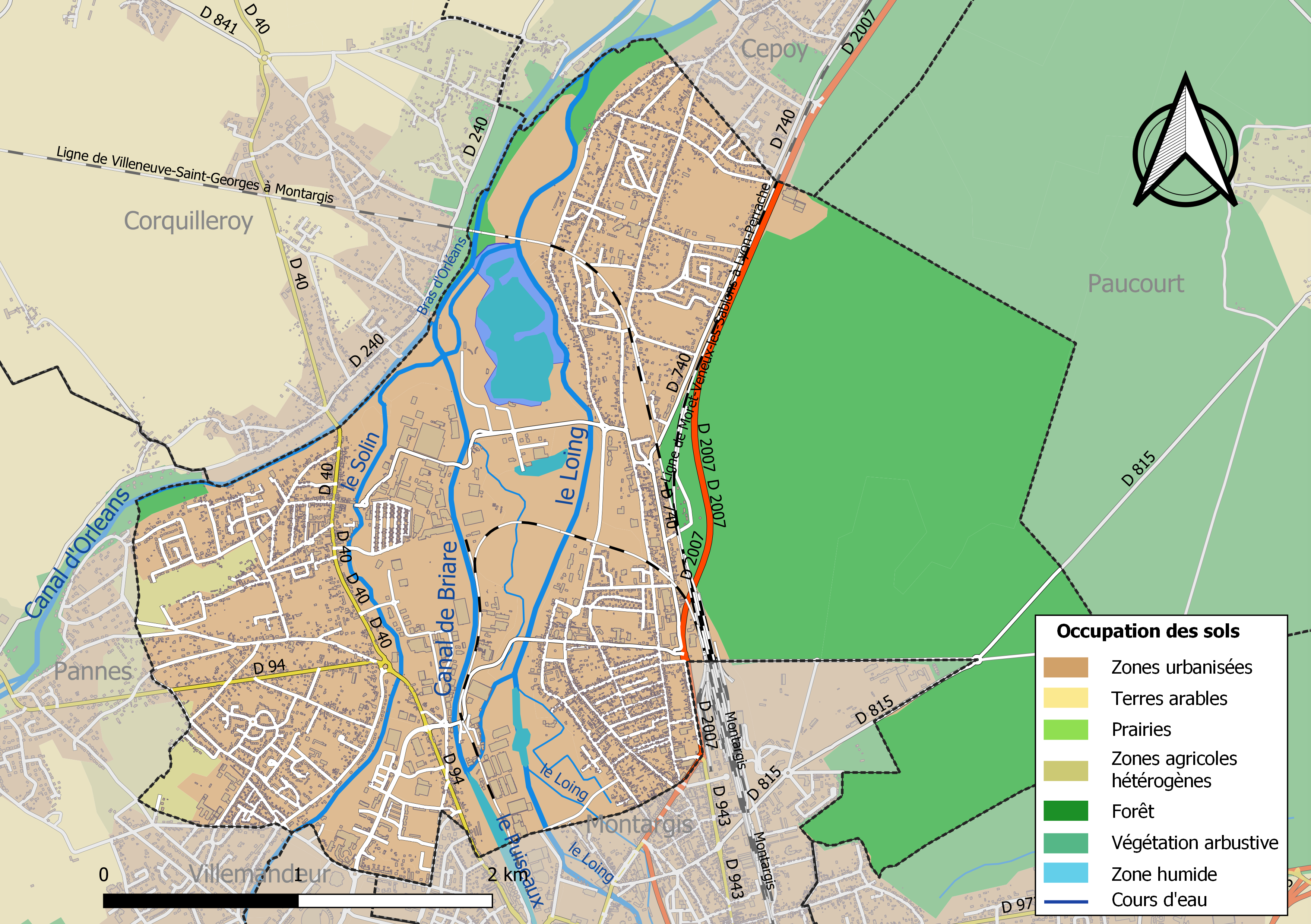
卢万河畔沙莱特土地利用情况地图

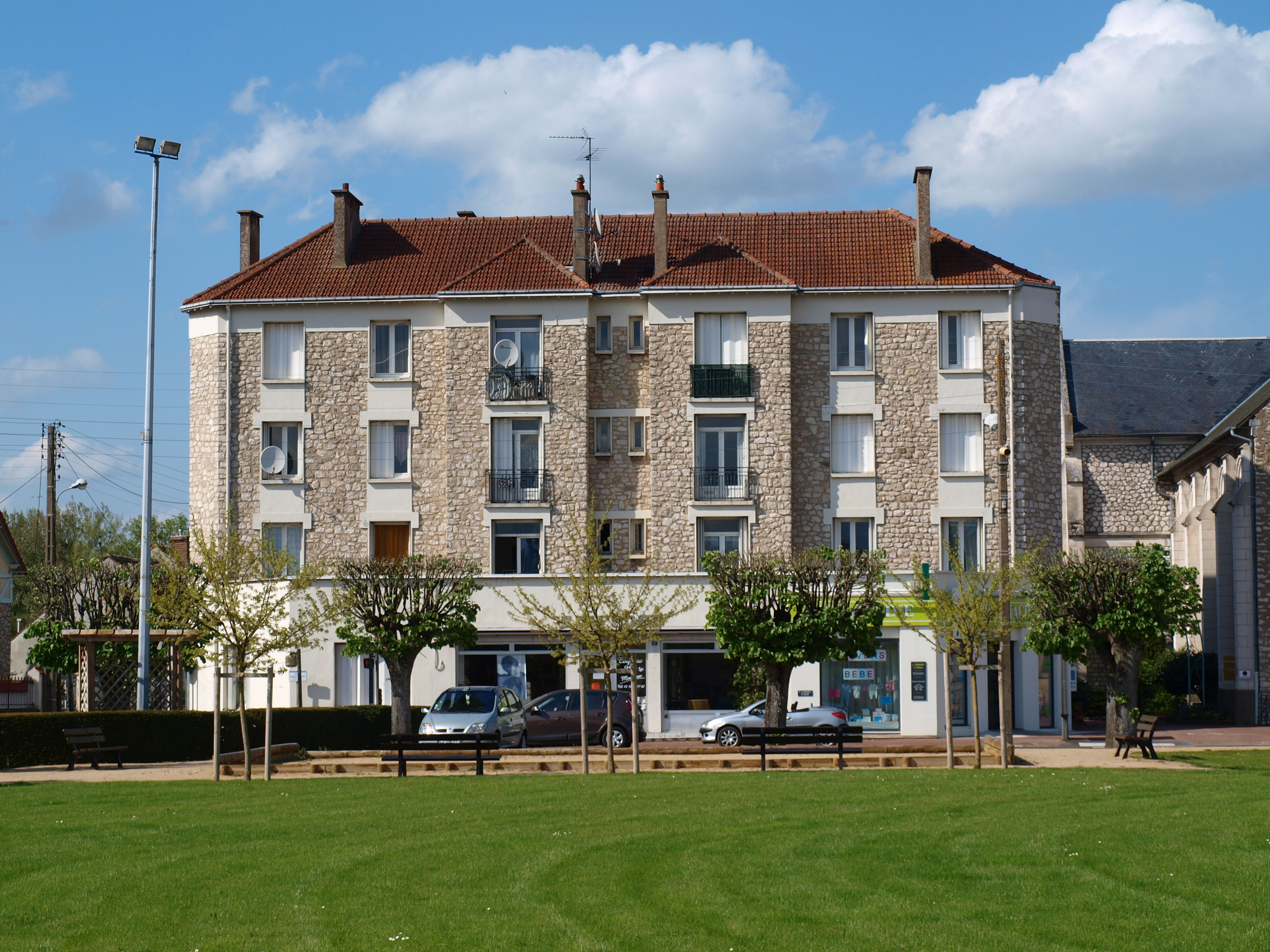
卢万河畔沙莱特的一幢居民楼

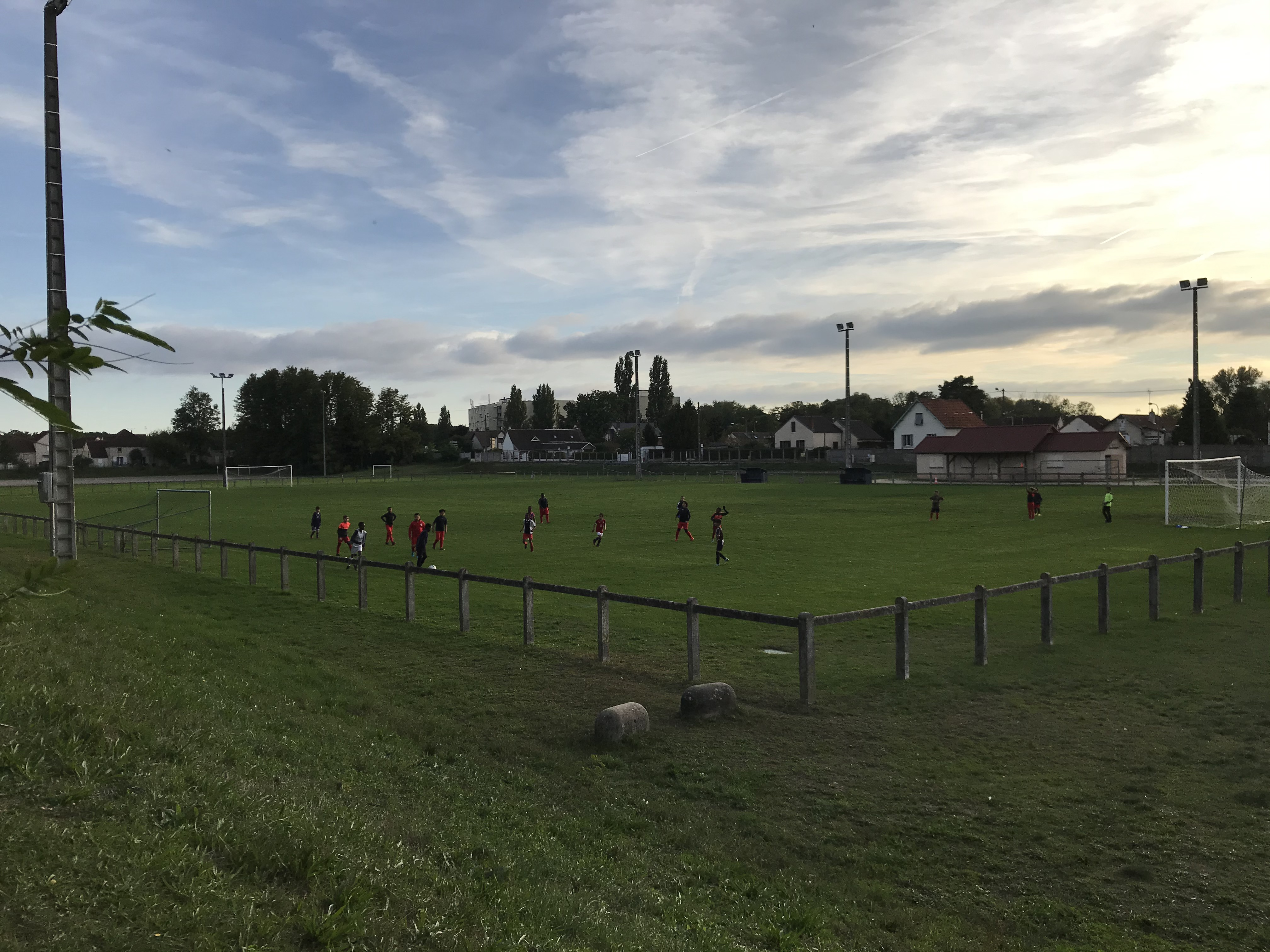
一处足球场

### 教育
卢万河畔沙莱特属于奥尔良-图尔学区。截止2021年1月1日，卢万河畔沙莱特境内共有4所幼儿园、5所小学、2所初级中学、1所普通高中和1所职业高中。2021至2022学年度，卢万河畔沙莱特境内共有在校中等教育阶段学生1,876名。
在高等教育方面，卢万河畔沙莱特境内建有一所卫生学校。

### 医疗
截止2021年1月1日，卢万河畔沙莱特境内共有全科医生1名、保健师7名、牙医1名和护士9名。境内共有药房6家、残疾人帮扶中心1家。
距离卢万河畔沙莱特最近的区域性医疗机构为“蒙塔日城市圈中心医院”（Centre Hospitalier de l'Agglomération Montargoise），其主病区位于阿米伊境内，距离卢万河畔沙莱特市区的正常车程约11分钟，该院设有床位468个，是当地规模最大的公立综合性医院。

### 住房
2019年，卢万河畔沙莱特境内共有各类住房6,061套，其中62.0%为独立式居民区，37.6%为集中式居民区。常住房屋占卢万河畔沙莱特市镇范围内居民建筑总量的88.8%。
在住房保障政策方面，2021年，卢万河畔沙莱特境内共有1,804户家庭获得了住房经济补助，受益人数占总人口数量的14.2%，其中1,669份为房租补助。

### 商业
2021年，卢万河畔沙莱特境内共有各类实体商铺234家，其中餐厅28家、大型超市8家、杂货店4家、面包房8家、肉铺2家、书店1家、装饰品店2家、银行门店3家、美容美发店12家、汽车维修店22家。市区内建有家乐福、Lidl、Noz、Super U等综合购物商场。

### 体育
2021年，卢万河畔沙莱特境内共有1家游泳池、1间体育馆、6处网球场、6处足球或橄榄球场以及2处篮球或排球场。
截至2023年4月，卢万河畔沙莱特境内共有两家注册足球俱乐部。沙莱特足球体育联盟（US Châlette Foot，编号550720）是当地的代表性足球队，其主队2022至2023赛季参加卢瓦雷省足球联赛（法国第九级别），其主场为奥居斯特·德洛纳球场（Stade Auguste Delaune）。

### 环境
卢万河畔沙莱特的环境事务由其所属的蒙塔日-卢万河岸城市圈公共社区联合各级政府协调负责。2021年，卢万河畔沙莱特境内共有2家污染企业。

### 治安
卢万河畔沙莱特及其附近的共4个市镇是蒙塔日警区的管辖范围。2020年，该警区累计记录各类案件2,406起，其中盗窃类案件1,135起，经济类案件258起，毒品交易类案件101起。

## 文化

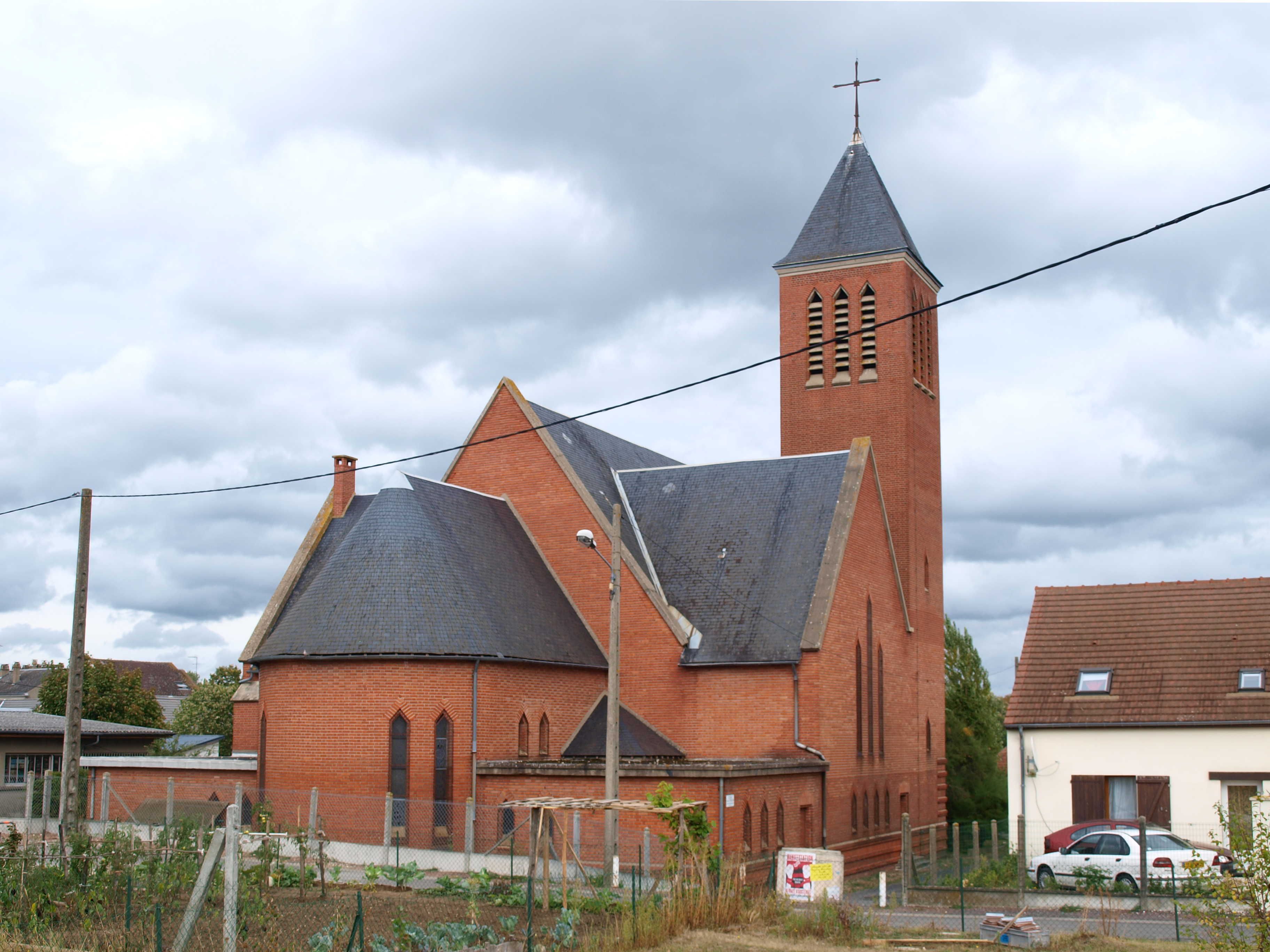
圣泰雷斯教堂

2021年，卢万河畔沙莱特境内暂无任何文化设施。卢万河畔沙莱特市政府提供多媒体中心，每周二至六向公众开放。

### 建筑
卢万河畔沙莱特境内有多处历史建筑，其中比日水道为法国国家文物保护单位，圣泰雷斯教堂（Église Sainte-Thérèse de Châlette-sur-Loing）是当地的地标性建筑物。

### 旅游
卢万河畔沙莱特的旅游事务由其所属的蒙塔日-卢万河岸城市圈公共社区负责。2022年，卢万河畔沙莱特境内暂无任何游客接待设施。

### 媒体
法国主要的媒体均可在卢万河畔沙莱特接收，法国电视三台下属的中央-卢瓦尔河谷大区频道在部分时段播出卢万河畔沙莱特所在卢瓦雷省的地方新闻。《中央共和报》、《加蒂奈光明者报》、蓝色法兰西奥尔良广播等为当地的主要地方性媒体。

## 相关人物
法国作家让·茹贝尔和政治家达尼埃尔·德拉沃出生于卢万河畔沙莱特。

## 友好城市
截至2023年4月，卢万河畔沙莱特共与五座城市互为友好城市关系：
- 古巴 圣安东尼奥德洛斯巴尼奥斯
- 葡萄牙 蓬蒂迪利马
- 乌克兰 基辅第聂伯区
- 巴勒斯坦 Askar
- 土耳其 Nilüfer